# 関西化成品輸送
関西化成品輸送株式会社（かんさいかせいひんゆそう 英称:Kansai Kaseihin Yuso CO.,LTD.）は、化成品貯蔵タンクの管理、タンク車・タンクコンテナのリース・メンテナンスなどを行う企業である。日本貨物鉄道（JR貨物）の関連会社。
JR安治川口駅に隣接して化成品貯蔵タンクがあり、大阪港（安治川）に専用岸壁を持つ。化成品の海上・陸上中継基地となっている。

## 沿革
- 1965年（昭和40年）4月 - 液体化成品輸送株式会社設立。
- 1980年（昭和55年）4月 - 関西化成品輸送株式会社に社名変更。

## 外部リンク

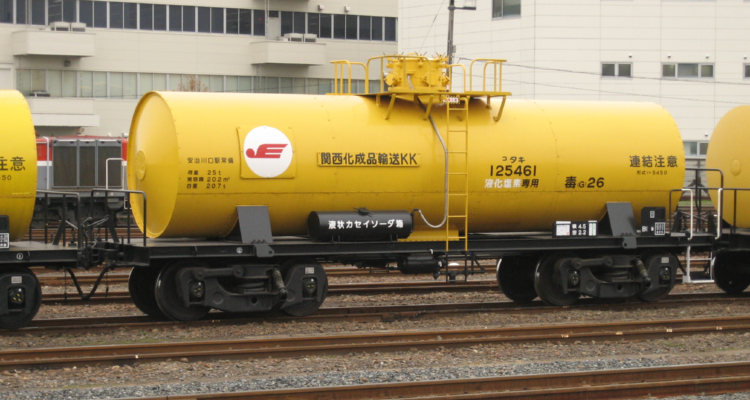
関西化成品輸送所有の私有貨車（タキ5450形）